# Coprolalie
Coprolalia este termenul medical folosit pentru a descrie unul dintre cele mai nedumerite și stigmatizante simptome sociale ale sindromului Tourette și se manifestă prin izbucnirea involuntară a unor cuvinte sau sunete neacceptabile din punct de vedere social. Deși coprolalia este cel mai cunoscut simptom al TS (Sindromul Tourette), apare doar la o minoritate de pacienți cu TS (aproximativ 10%).
Este cel mai adesea exprimat ca un singur cuvânt, dar poate implica expresii complexe.  Nu există nici o modalitate de a prezice cine va dezvolta coprolalia.  Coprolalia este un simptom complex legat de tic motor care implică acturi aleatorii.  Timp de ani buni, medicii au crezut în mod eronat că un diagnostic de TS nu poate fi confirmat decât dacă este prezentă coprolalia.  Până de curând, profesioniștii considerau că coprolalia era cauzată de probleme psihologice precum frustrarea extremă sau furia reprimată.  Acum se înțelege că rădăcina acestui simptom este fizică - adică de natură neurobiologică.  În timp ce puține cercetări s-au concentrat pe înțelegerea coprolaliei, datele arată acum că mai puțin de o treime din toate persoanele cu TS prezintă acest simptom la un moment dat în timpul vieții lor.  Cu toate acestea, pentru cei cu coprolalia care încearcă să se descurce cu lumea - în locuri publice, școală, acasă sau la serviciu - doar să treci peste zi poate fi extrem de dificil.